# Stabilność finansowa
Stabilność finansowa – stan systemu finansowego, obejmującego ogół rynków finansowych i wspierającą je infrastrukturę, w którym pełni on swoje funkcje w sposób ciągły i efektywny, nawet w przypadku wystąpienia nieoczekiwanych i niekorzystnych zaburzeń o znacznej skali. 
Utrzymanie stabilności systemu finansowego jest warunkiem koniecznym dla zrównoważonego wzrostu gospodarczego, a w centrum zainteresowania znajduje się kondycja sektora bankowego, ponieważ odgrywa on kluczową rolę w krajowym systemie finansowym. 
Nieodłączną częścią ww. definicji są funkcje jakie pełni system finansowy. J.G. Schinasi wyróżnia następujące funkcje systemu finansowego:
- efektywna i sprawna alokacja środków finansowych (pomiędzy podmiotami gospodarującymi międzyokresowo), czyli proces pośrednictwa finansowego,
- prawidłowa wycena, alokacja i zarządzanie ryzykiem finansowym.

Powyższa klasyfikacja podkreśla znaczenie funkcji pośrednictwa finansowego, poprzez którą stabilny system finansowy wspiera rozwój gospodarczy. 
Ważną funkcją systemu finansowego jest także funkcja płatnicza, która dotyczy zapewniania sprawnego przepływu i dostępu do pieniądza. Zależy ona m.in. od bezpieczeństwa i efektywności działania systemu płatniczego nadzorowanego przez bank centralny, a jej zaburzenie może negatywnie wpływać na zaufanie do pieniądza. 
Funkcje pełnione przez system finansowy można zatem wiązać z funkcjami pełnionymi w gospodarce przez pieniądz, a zwłaszcza z funkcją płatniczą, cyrkulacyjną, miernika wartości i tezauryzacyjną. 
Podczas oceny stabilności systemu finansowego nie należy wykluczać możliwości upadłości poszczególnych instytucji, czy też zmienności na rynku finansowym, co jest naturalnym elementem rozwoju systemu finansowego i cyklu finansowego. Stabilność systemu finansowego jest zaburzona wówczas, gdy problemy pojedynczej instytucji (lub ich grup) przekładają się na ograniczenie pełnienia funkcji przez system finansowy jako całość. Stabilny system finansowy powinien być w stanie absorbować szoki i móc samoczynnie powrócić do (nowego) stanu równowagi za pomocą sił rynkowych oraz przy niewielkich interwencjach ze strony instytucji sieci bezpieczeństwa finansowego.
Z pojęciem stabilności systemu finansowego wiąże się pojęcie ryzyka systemowego. Można je ogólnie interpretować jako zagrożenie dla stabilności systemu finansowego lub też jako zagrożenie wystąpienia nieoczekiwanych i niekorzystnych zaburzeń o znacznej skali. Ryzyko systemowe jest specyficznym rodzajem ryzyka dla którego efekty wzmocnienia (amplification), dźwigni (leverage) czy dodatnich sprzężeń zwrotnych są wbudowane w system. Zazwyczaj są one początkowo nieznane, w pewnych warunkach ujawniają się nabierając wykładniczego charakteru i prowadzą bardzo szybko do destrukcyjnych lub chaotycznych zachowań w systemie. Materializacja ryzyka systemowego może być efektem korekty zakumulowanych w przeszłości nierównowag w systemie finansowym lub sferze realnej, albo nagłego szoku generującego mechanizm dodatnich sprzężeń zwrotnych, np. upadłości instytucji o znaczeniu systemowym lub załamania się płynności całego rynku (co ma miejsce w niektórych krajach podczas kryzysu). 
Minsky zaproponował koncepcję teoretyczną mówiącą o tym, że określone schematy ekspansji kredytowej mogą przerodzić gospodarkę rynkową w system wzmacniający odchylenia (deviation amplifying system), który może gwałtownie się zdestabilizować. Moment Minsky’ego to punkt krytyczny, w którym w wyniku działalności spekulacyjnej załamuje się system finansowy. Na tym etapie perturbacje na rynkach finansowych stają się tak duże, że tylko globalne interwencje władzy publicznej, nakierowane przeciw źródłom niestabilności, mogą pozwolić uniknąć upadku systemu finansowego. 
Utrzymanie stabilności finansowej jest bardzo istotną kwestią dla banków centralnych, których priorytetowym zadaniem jest utrzymanie stabilności cen. Brak stabilności w systemie finansowym przekładałby się m.in. na zaburzoną transmisję impulsów monetarnych, utrudniając jednocześnie prowadzenie polityki pieniężnej. 
W celu utrzymania stabilności finansowej banki centralne prowadzą analizy w tym zakresie oraz cyklicznie publikują raporty z ich wynikami. Działania te mają na celu przedstawienie bieżącej sytuacji najważniejszych segmentów systemu finansowego oraz wyników analiz obejmujących główne ryzyka ekonomiczne, na które są narażone w swojej działalności instytucje finansowe działające na rynku. Co więcej, banki centralne pełnią wiodącą rolę w sprawowaniu nadzoru makroostrożnościowego, którego celem jest identyfikacja, ocena i monitorowanie ryzyka systemowego powstającego w systemie finansowym oraz podejmowanie działań na rzecz jego wyeliminowania lub ograniczenia. 